# King of Kings (album)
King of Kings é il secondo album studio di Don Omar, pubblicato nel 2006. L'album ha venduto 4.1 e 6 milioni di copie nel mondo.La canzone "Salio El Sol" appare anche in Grand Theft Auto IV.

## Classifica
- Billboard 200 : posizione Top 7 [2]
- Billboard Top Latin Albums : posizione Top 1 [3]